# Никитин, Николай Иванович (Герой Социалистического Труда)
Николай Иванович Никитин (1934—2002) — советский хозяйственный, государственный и политический деятель, Герой Социалистического Труда.

## Биография
Родился в 1934 году в деревне Сельцо Шатёрно. Член КПСС.
С 1959 года — на хозяйственной, общественной и политической работе. В 1959—1990 гг. — штурман, капитан на рыбопромысловых судах Невельской базы тралового флота Сахалинрыбпрома в городе Невельск, капитан среднего рыболовного траулера «Легенда» имени 50-летия Советской власти, капитан среднего морозильного рыболовного траулера «Невельский комсомолец» Невельской базы тралового флота Сахалинского производственного объединения рыбной промышленности, капитан СРТМ «Первореченск», сейнера-траулера «Сахалинский».
С 1968 по 1976 год — капитан среднего морозильного рыболовного траулера (СРТМ) «Невельский комсомолец» Невельской базы тралового флота Сахалинского производственного объединения рыбной промышленности Министерства рыбного хозяйства СССР.
За девятую пятилетку (1971—1975) экипаж траулера под его командованием выполнил два пятилетних плана. В 1975 году экипаж траулера «Невельский комсомолец» был награждён дипломом Комитета ВДНХ СССР.
Указом Президиума Верховного Совета СССР от 23 января 1974 года за выдающиеся успехи в выполнении заданий пятилетки и принятых социалистических обязательств на 1973 год, большой вклад в увеличение производства рыбной продукции Никитину Николаю Ивановичу присвоено звание Героя Социалистического Труда с вручением ордена Ленина и золотой медали «Серп и Молот».
С 1976 года — капитан СРТМ «Первореченск», а позднее — сейнера-траулера «Сахалинский».
Делегат XXIV (1971) и XXV (1976) съездов КПСС. Депутат Верховного Совета РСФСР 9-го созыва (1975—1980). Также избирался членом Сахалинского обкома и Невельского горкома КПСС.
С 1989 года — на пенсии.
Жил в городе Невельск Сахалинской области, а в 1990 году переехал в Новгород (с 1999 года — Великий Новгород). Умер в 2002 году.

## Награды
- Золотая медаль «Серп и Молот» (23.01.1974;
- Орден Ленина (23.01.1974).
- Орден Трудового Красного Знамени (26.04.1971)
- Орден «Знак Почёта» (07.07.1966)
- Медаль «За трудовую доблесть»
- Медаль «В ознаменование 100-летия со дня рождения Владимира Ильича Ленина» (6 апреля 1970)
- и другими
- высшей наградой комсомола — Почётным знаком ВЛКСМ.